# Kościół Ewangelicki na Węgrzech

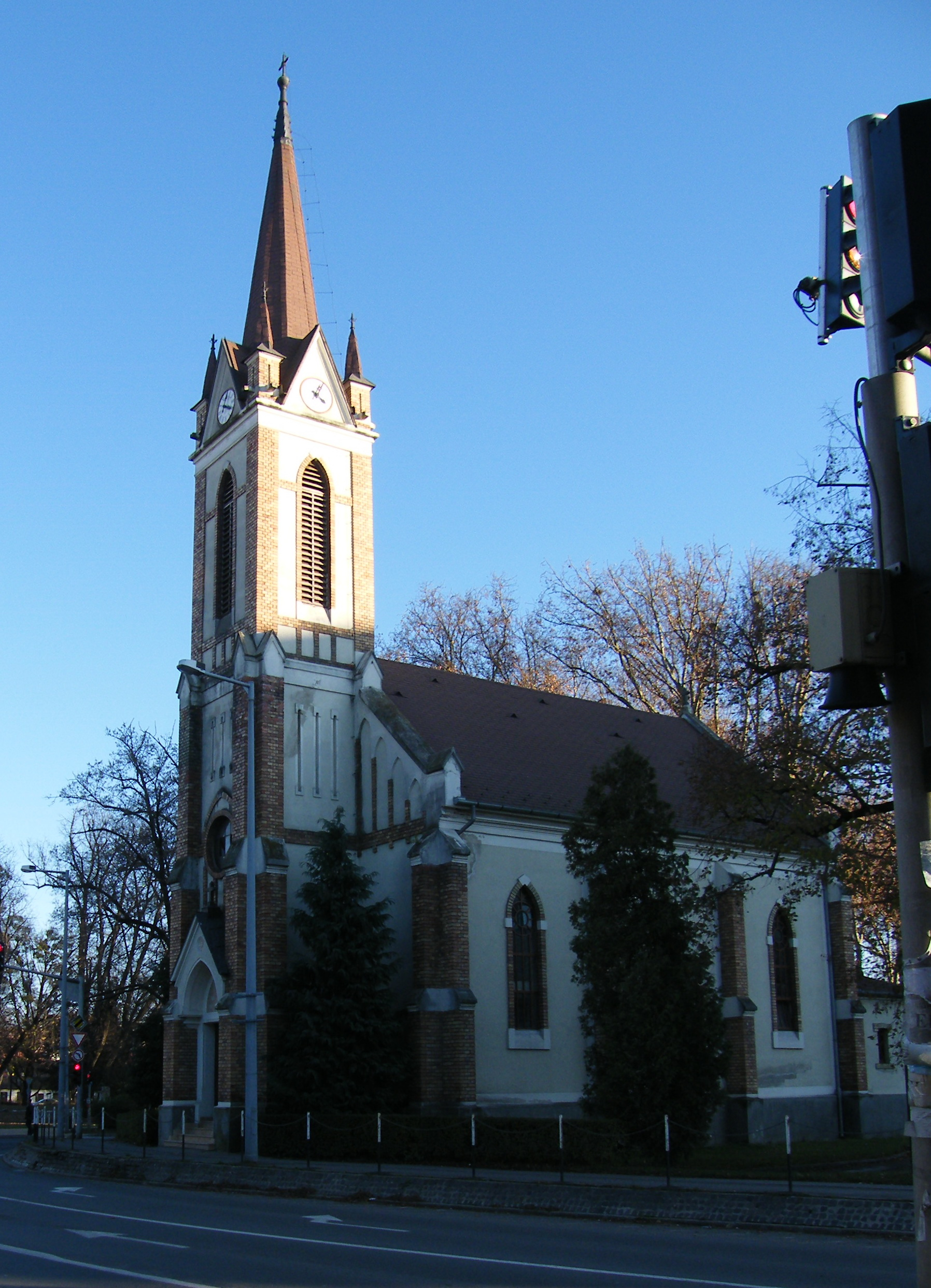
Kościół w Zalaegerszeg

Kościół Ewangelicki na Węgrzech (węg. Magyarországi Evangélikus Egyház) – kościół luterański, działający na Węgrzech. Kościół liczy 176 000 wiernych.
Luteranizm dotarł do Królestwa Węgier w XVI wieku, jednak jego wyznawcy byli represjonowani przez katolicką monarchię Habsburgów. Dopiero ogłoszenie patentu tolerancyjnego przez Józefa II w 1781 roku nadało protestantom częściowo równe prawa osobiste z katolikami, a pełne uznanie kościołów protestanckich zostało ogłoszone w 1867 roku.
Kościół jest członkiem Światowej Rady Kościołów, Konferencji Kościołów Europejskich, Światowej Federacji Luterańskiej (od 1947), Wspólnoty Kościołów Ewangelickich w Europie i Ekumenicznej Rady Kościołów na Węgrzech.
Kościół Ewangelicki na Węgrzech składa się z trzech diecezji:
- Diecezji Północnej
- Diecezji Południowej
- Diecezja Zachodniej

Każda diecezja kierowana jest przez Biskupa.
Jeden biskup diecezjalny zostaje wybrany na przewodniczącego Kościoła jako biskup przewodniczący. Najwyższym organem decyzyjnym Kościoła jest Synod, w skład którego wchodzą wszyscy biskupi oraz przedstawiciele (świeccy i wyświęceni) z każdej diecezji.
W 2001 roku, podczas spisu powszechnego, 304 705 osób określiło swoje wyznanie jako luterańskie, jednak według danych na 2009 rok kościół posiadał 213 125 ochrzczonych członków. Do kościoła należy 256 parafii zrzeszonych w trzy diecezje.